# Chris Fehn
Christopher Michael Fehn (24. února 1973, Des Moines, Iowa, USA), přezdívaný Mr. Picklenose nebo Dicknose (nosáč), je americký bubeník, bývalý člen kapely Slipknot a bývalý baskytarista skupiny Will Haven.
V předchozím zaměstnání působil jako elektrikář a jeho kariéra začala se skupinou Shred. Před příchodem ke kapele Slipknot hrál americký fotbal. V kapele začal hrát v dubnu 1997, kdy nahradil bubeníka Grega Weltse. Souběžně také hraje golf. Fehn při vystoupení nosí masku, které má cca 18cm nos. Časopis Rolling Stone jej ohodnotil jako nejlépe vypadajícího člena skupiny.
Chris je vyučeným elektrikářem. Má syna (*2012). Ve volném čase rád natírá domy, relaxuje nebo hraje golf. Kdysi řekl o Fredu Durstovi (zpěvák Limp Bizkit), že je "vystrašený ze Slipknotu", čímž reagoval na následující Fredova slova: "Milujeme Slipknot a jsme rádi, že oni nás nenávidí, protože to dělá jejich hudbu tvrdší, naštvanější a víc opravdovou."
Dne 14.3.2019 podal žalobu na svou kapelu z podezření na sporné obchodní jednání. Dle jeho slov nebyl dostatečně finančně kompenzován. Z kapely za toho obvinil frontmana Corey Taylora a spoluzakladatele kapely Shawna Crahana.
Dne 18.3.2019 bylo na oficiální stránkách Slipknotu oznámeno, že Chris Fehn již není nadále členem kapely. V pořadí je to tudíž třetí člen, který z původní sestavy schází.